# Żebbuġ (Gozo)
Żebbuġ (forma estesa in maltese Iż-Żebbuġ Għawdex, in italiano storico anche Casal Zebbug) è un comune maltese sull'isola di Gozo, nell'arcipelago di Malta.
Con una popolazione di 1 700 abitanti si trova a nord-est dell'isola, vicino alle città di Għarb e Marsalforn, sulla cima di una collina che domina la costa. La parola Żebbuġ significa "olive", un prodotto per cui il paese era rinomato, anche se ai nostri giorni sono rimasti ben pochi alberi d'ulivo sui pendii attorno a Żebbuġ. Il paese è rinomato per i suoi pizzi lavorati a mano e per le sue passeggiate sulla costa.
Il sito è abitato fin dall'Età del bronzo; vi sono siti archeologici sulla collina di Covigliatto e a nord verso la baia di Cubbagiàr.